# Haematopota gobindai
Haematopota gobindai är en tvåvingeart som beskrevs av Coher 1987. Haematopota gobindai ingår i släktet Haematopota och familjen bromsar.
Artens utbredningsområde är Nepal. Inga underarter finns listade i Catalogue of Life.